# آنکیلوسوکوس
آنکیلوسوکوس (نام علمی: Ankylosuchus) نام یک سرده از کلاد سوسماریان است.